# Endomychus
Endomychus is een geslacht van kevers uit de familie zwamkevers (Endomychidae).

## Soorten
- Endomychus agatae Tomaszewska, 1997
- Endomychus armeniacus Motschulsky, 1835
- Endomychus atriceps Pic, 1932
- Endomychus atricornis Tomaszewska, 1998
- Endomychus atrimembris Pic, 1922
- Endomychus atripes Pic, 1921
- Endomychus bicolor Gorham, 1875
- Endomychus biguttatus Say, 1824
- Endomychus chinensis Csiki, 1937
- Endomychus coccineus (Linnaeus, 1758) (Viervlekschimmelvreter)
- Endomychus curtus Pic, 1927
- Endomychus divisus Arrow, 1920
- Endomychus flavus Strohecker, 1943
- Endomychus foveolatus Tomaszewska, 2002
- Endomychus gorhami (Lewis, 1874)
- Endomychus hiranoi Sasaji, 1978
- Endomychus humeralis (Pic, 1922)
- Endomychus jureceki Mader, 1936
- Endomychus limbatus (Horn, 1874)
- Endomychus micrus Tomaszewska, 1997
- Endomychus mroczkowskii Tomaszewska, 1997
- Endomychus mulleri (Mader, 1955)
- Endomychus nigricapitatus Tomaszewska, 2002
- Endomychus nigriceps Chűjô, 1938
- Endomychus nigricornis Chűjô, 1938
- Endomychus nigripes Mader, 1955
- Endomychus nigropiceus (Gorham, 1887)
- Endomychus ohbayashii Nakane, 1951
- Endomychus pakistanicus Tomaszewska, 1997
- Endomychus plagiatus (Gorham, 1887)
- Endomychus punctatus Arrow, 1928
- Endomychus quadra (Gorham, 1887)
- Endomychus quadripunctatus (Gorham, 1873)
- Endomychus rogeri Tomaszewska, 1997
- Endomychus rufipes Pic, 1946
- Endomychus sasajii Tomaszewska, 1998
- Endomychus sauteri Chűjô, 1938
- Endomychus slipinskii Tomaszewska, 1997
- Endomychus thoracicus Charpentier, 1825
- Endomychus tomishimai Nakane, 1994
- Endomychus violaceipennis (Mader, 1943)
- Endomychus yunnani Tomaszewska, 1997